# سرگئی سارینیان
سرگئی نرسسی سارینیان (ارمنی: Սերգեյ Ներսեսի Սարինյան؛ زادهٔ ۱۷ نوامبر ۱۹۲۴ - درگذشته ۸ یا ۹ ژوئن ۲۰۱۷) یک منقد ادبی در زمینه مطالعات ادبی و تاریخ ادبیات، استاد اهل ارمنستان بود.

## زندگی‌نامه
در ۱۷ نوامبر ۱۹۲۴ به دنیا آمد و از دانشگاه دولتی ایروان (۱۹۴۹) فارغ‌التحصیل شد. مانه سارینیان دختر وی می‌باشد. وی عضو فرهنگستان ملی علوم ارمنستان و اتحادیه نویسندگان اتحاد شوروی (۱۹۵۷) بود. در انستیتو ادبی مانوک آبقیان (۱۹۵۸–۱۹۵۲) فعالیت می‌کرد. وی همچنین برنده نشان مسروپ ماشتوتس (۲۰۰۴)، ، مدال میکائیل نالباندیان (۱۹۸۰)، جایزه دولتی ارمنستان شوروی (۱۹۸۰)، دانشمند شایسته ارمنستان شوروی (۱۹۸۵)، مدال واچاگان پارسا، نشان جنگ میهنی (درجه دو) شده است. وی در ۸ یا ۹ ژوئن ۲۰۱۷ در سن ۹۲ سالگی در ایروان درگذشت.

## یادداشت
1. ↑  բանասիրական գիտությունների դոկտոր